# Воротец (Молдова)
Воротец (рум. Voroteţ) — село в Оргеевском районе Молдавии. Наряду с селами Киперчены и Андреевка входит в состав коммуны Киперчены.

## История
Село было основано в XVI веке. В начале XX века в селе было 69 домов и 476 жителей. В советское время работал колхоз «Дружба» («Приетения»), специализировавшийся на производстве табака. В 1970-е годы работала 8-летняя школа, клуб, кинозал, библиотека, пункт медицинской помощи, магазин.

## География
Воротец расположен между сёлами Отаки и Погребены, в 20 км от реки Днестр, 25 км от Оргеева и примерно 26 км от Резины.
Высота населённого пункта — 159 метров над уровнем моря.

## Население
По данным переписи населения 2004 года, в селе Воротец проживает 1019 человек (502 мужчины, 517 женщин).
Этнический состав села:
| Национальность | Число жителей | Процентный состав |
| -------------- | ------------- | ----------------- |
| молдаване      | 1008          | 98.92             |
| украинцы       | 6             | 0.59              |
| русские        | 2             | 0.2               |
| румыны         | 2             | 0.2               |
| болгары        | 1             | 0.1               |
| Всего          | 1019          | 100 %             |